# Poimenesperus
Poimenesperus is een kevergeslacht uit de familie van de boktorren (Cerambycidae). De wetenschappelijke naam van het geslacht werd voor het eerst geldig gepubliceerd in 1857 door Thomson.

## Soorten
Poimenesperus omvat de volgende soorten:
- Poimenesperus niveicollis Aurivillius, 1903
- Poimenesperus albomaculatus Breuning, 1934
- Poimenesperus callimus Jordan, 1903
- Poimenesperus carreti Lisle, 1955
- Poimenesperus chassoti Breuning, 1966
- Poimenesperus dobraei Waterhouse, 1881
- Poimenesperus elseni Breuning, 1971
- Poimenesperus fulvomarmoratus Jordan, 1894
- Poimenesperus gillieri Villiers, 1959
- Poimenesperus griseomarmoratus Breuning, 1934
- Poimenesperus holdhausi Itzinger, 1934
- Poimenesperus imitans Breuning, 1934
- Poimenesperus incubus Thomson, 1858
- Poimenesperus laetus Thomson, 1858
- Poimenesperus ligatus Jordan, 1894
- Poimenesperus lugens (White, 1858)
- Poimenesperus marmoratus Jordan, 1894
- Poimenesperus nigrosignatus Breuning, 1947
- Poimenesperus nigrovelutinus Breuning, 1938
- Poimenesperus obliquus Aurivillius, 1916
- Poimenesperus ochraceus Breuning, 1934
- Poimenesperus phrynetoides Jordan, 1894
- Poimenesperus schoutedeni Breuning, 1934
- Poimenesperus tessmanni Hintz, 1919
- Poimenesperus thomsoni (Pascoe, 1869)
- Poimenesperus velutinus (White, 1858)
- Poimenesperus villiersi Lepesme, 1947
- Poimenesperus voluptuosus Thomson, 1857
- Poimenesperus zebra Fiedler, 1939